# Złoty
El złoty (IPA ['zwɔtɨ] ( ? i  escolteu-ne la pronunciació en polonès)), plural złote ['zwɔtɛ] per a nombres acabats en 2, 3 o 4 i złotych ['zwɔtɨx] per a la resta) és la moneda de Polònia. El codi ISO 4217 és PLN. Se subdivideix en 100 groszy (fa el singular: grosz ['grɔʂ]; fa el plural grosze ['grɔʂɛ] per a nombres acabats en 2, 3 o 4 i groszy ['grɔʂɨ] per a la resta) i l'abreviació és zł. El mot złoty vol dir "daurat" en polonès, en referència a les antigues monedes d'or anomenades així, i grosz prové de la moneda germànica groschen.

## Història
Als segles xiv i xv s'anomenava złoty qualsevol moneda d'or estrangera de les que circulaven per terres poloneses (especialment els ducats d'Alemanya i Rutènia). El 1496, el Sejm (la Dieta polonesa) va crear la moneda nacional, equivalent a 30 groschen de Praga, que en polonès anomenaren grosz o, també, polski złoty ("daurat polonès"). A la segona meitat del segle xviii, sota el regnat de Stanisław August Poniatowski, es va oficialitzar el złoty com a unitat monetària polonesa.

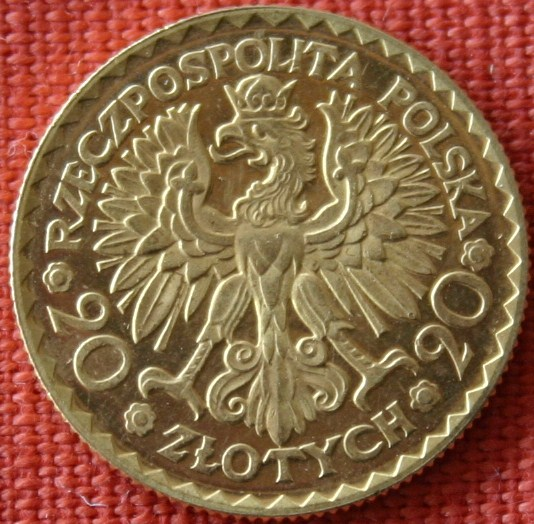
Moneda de 20 złotych del 1925

Substituït pel ruble rus (1850-1917) i el marc polonès (1917-1924), es va reintroduir el złoty a causa de la hiperinflació, a raó d'1.800.000 marcs per złoty. Després de diverses devaluacions, el 1950 es va introduir un nou złoty (PLZ), a raó de cent dels antics per un de nou, i el 1995 fou substituït per l'actual, PLN, a raó de 10.000 PLZ per cada PLN.
Arran de l'entrada de Polònia a la Unió Europea el maig del 2004, s'espera la futura adopció de l'euro el 2012, si bé no és clar que aquest termini sigui gaire realista.

## Monedes i bitllets
Emès pel Banc Nacional de Polònia (Narodowy Bank Polski), en circulen monedes d'1, 2, 5, 10, 20 i 50 groszy i d'1, 2 i 5 złotych, i bitllets de 10, 20, 50, 100, 200 i 500 złotych.

## Taxes de canvi
- 1 EUR = 4,4481 PLN (14 de setembre del 2020)
- 1 USD = 3,7560 PLN (14 de setembre del 2020)